# St. Elisabeth (Berlin-Mitte)

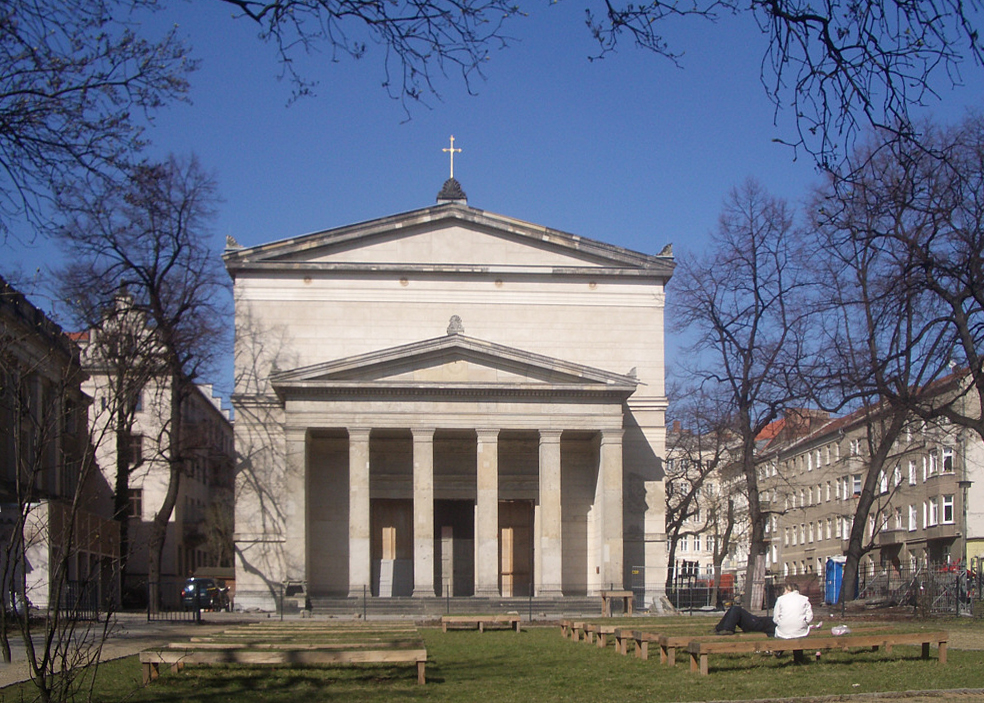
Elisabethkirche, 2005

Die Elisabethkirche ist die größte der vier Berliner Vorstadtkirchen, die Karl Friedrich Schinkel in den 1830er Jahren konzipierte. Sie ist nach der biblischen Elisabeth benannt, befindet sich im Berliner Bezirk Mitte in der Invalidenstraße 3/4a und gehört zur Evangelischen Kirchengemeinde am Weinberg im Kirchenkreis Berlin Stadtmitte. Nach der im Zweiten Weltkrieg erlittenen schweren Beschädigung wurde sie von 1990 bis 2001 wiederhergestellt. Seitdem dient sie vor allem kulturellen Zwecken.

## Geschichte

### Gemeindevergrößerungen und Bau eines Gotteshauses
Das Wachstum Berlins im frühen 19. Jahrhundert führte zur Notwendigkeit, stetig weitere Kirchen in den neu erschlossenen Vorstädten zu errichten. Im Auftrag des Königs Friedrich Wilhelm III. begann Schinkel 1828 mit ersten Entwürfen. Verlangt wurden einfache, kostengünstige Bauten ohne Türme und ohne aufwendige Fassaden. Alle vier Vorstadtkirchen haben ein ähnliches Grundkonzept. Die Elisabethkirche an der Invalidenstraße mit Platz für 1200 Personen wurde zum größten und vergleichsweise anspruchsvollsten Bau der Serie. Die Bauzeit dauerte von 1832 bis 1834, am 28. Juni 1835 wurde die Kirche eingeweiht. Die Kronprinzessin Elisabeth war bei der Einweihung zugegen, vermutlich spielte auch ihre Person bei der Namensgebung eine Rolle.
Der Kirchenraum wurde 1834 mit einer Orgel von Carl August Buchholz ausgestattet, die zwei Manuale und 18 Register besaß. 1888 wurde die Orgel umgebaut durch die Gebrüder Dinse. 1938 stellte die Firma Alexander Schuke Potsdam Orgelbau ein neues Orgelwerk mit 21 Registern auf zwei Manualen und Pedal in das vorhandene Orgelgehäuse.
Im Jahr 1881 legte der Stadtbaudirektor Hermann Mächtig um diese Kirche herum einen Stadtpark an, der im Lauf der Entwicklung immer weniger gepflegt wurde.

### Während der Zeit des Nationalsozialismus
Während der NS-Zeit war die Kirche dominiert von den der NSDAP nahestehenden Deutschen Christen. Zur Hundertjahrfeier 1935 verfügte die Gemeinde über beste Verbindungen zu den neuen Machthabern. Die Gemeinderäte betrieben den Ausschluss von Christen jüdischer Abstammung und beschlossen 1935, Judentaufen zu untersagen.
Die Wiedereinweihung der Kirche nach einer Renovierung 1936 erfolgte unter wehenden Hakenkreuzfahnen und Lobsprüchen auf den Führer Adolf Hitler. Vor der Reichstagswahl im März 1936 hing vor den Säulen am Eingang der Kirche ein Spruchband, auf dem stand: „Daß wir unsere Kirche erneuern, verdanken wir dem Führer!“
Bei einem alliierten Luftangriff in der Nacht vom 8. zum 9. März 1945 wurde die Elisabethkirche von Phosphor-Brandbomben getroffen und brannte aus. Die hölzerne Innenausstattung gab den Flammen reichlich Nahrung.

### Mai 1945 bis Ende 1989

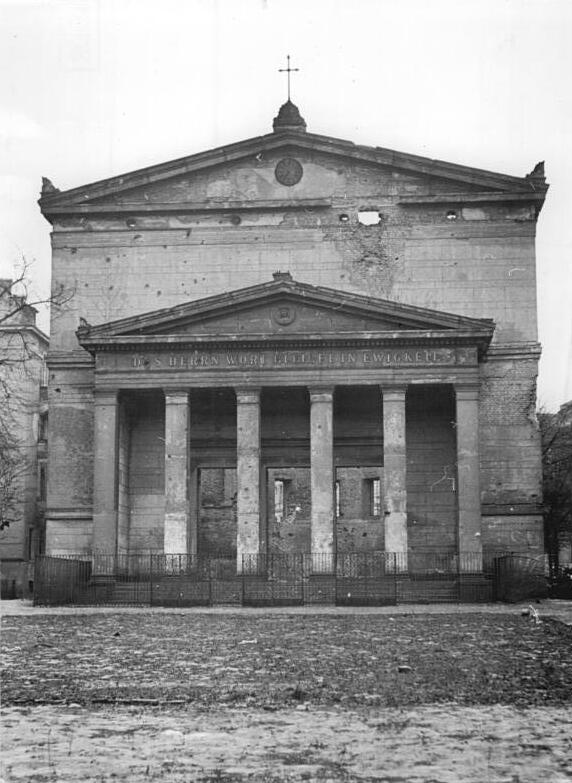
Ruine der Elisabethkirche, 1951

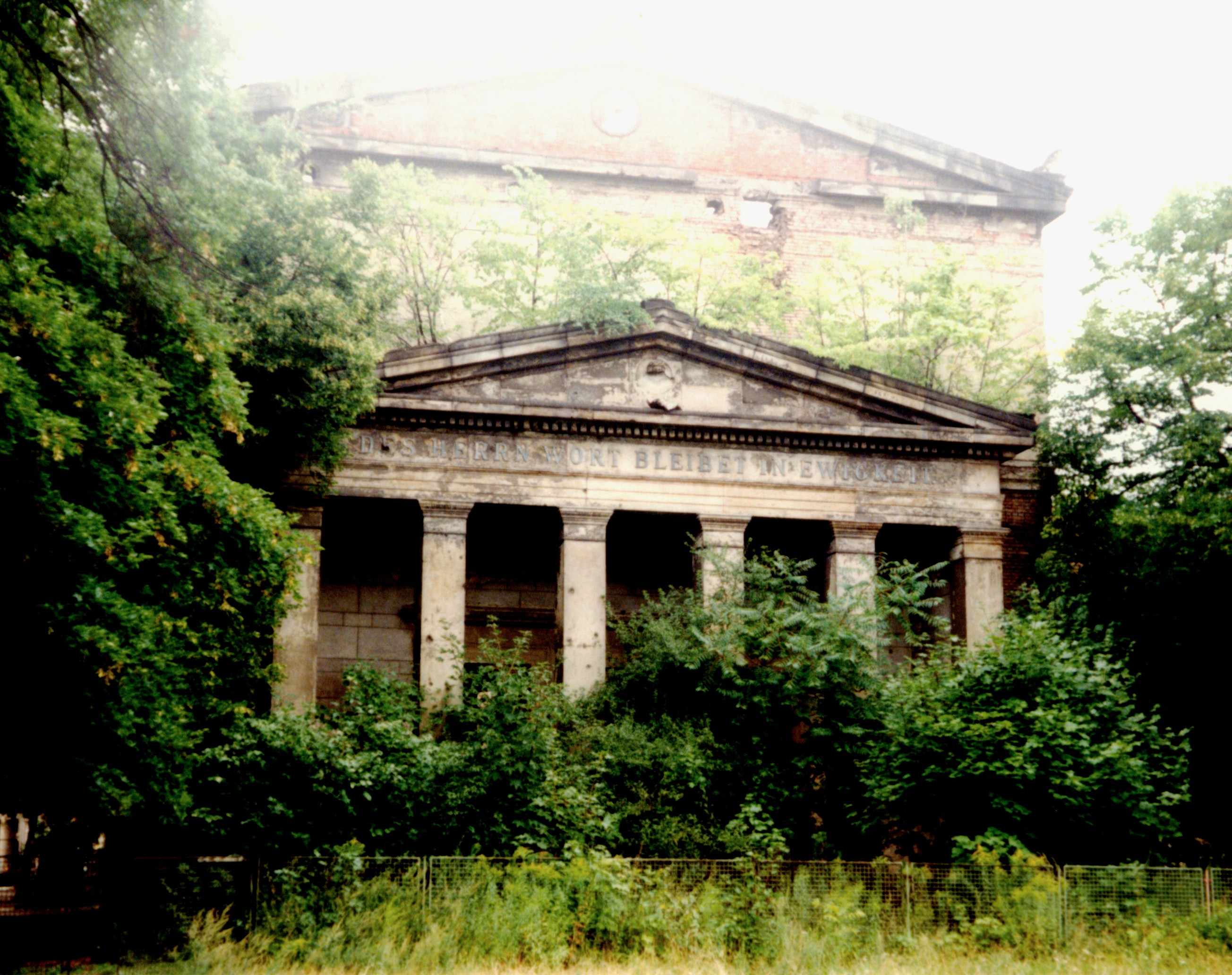
Elisabethkirche, 1991, unsaniert

In den Jahrzehnten nach Kriegsende blieb das Kirchengebäude als Ruine stehen, obwohl es Pläne für einen vereinfachten Wiederaufbau gab. Bis zum Mauerfall änderte sich der bauliche Zustand nicht, weil vermutlich kein Geld zur Verfügung stand. Wegen des weltbekannten Architekten und des weniger auffälligen Standorts wurde das Gebäude nur bautechnisch gesichert, aber in den 1970er Jahren unter Denkmalschutz gestellt.

### Wiederherstellung des Gotteshauses

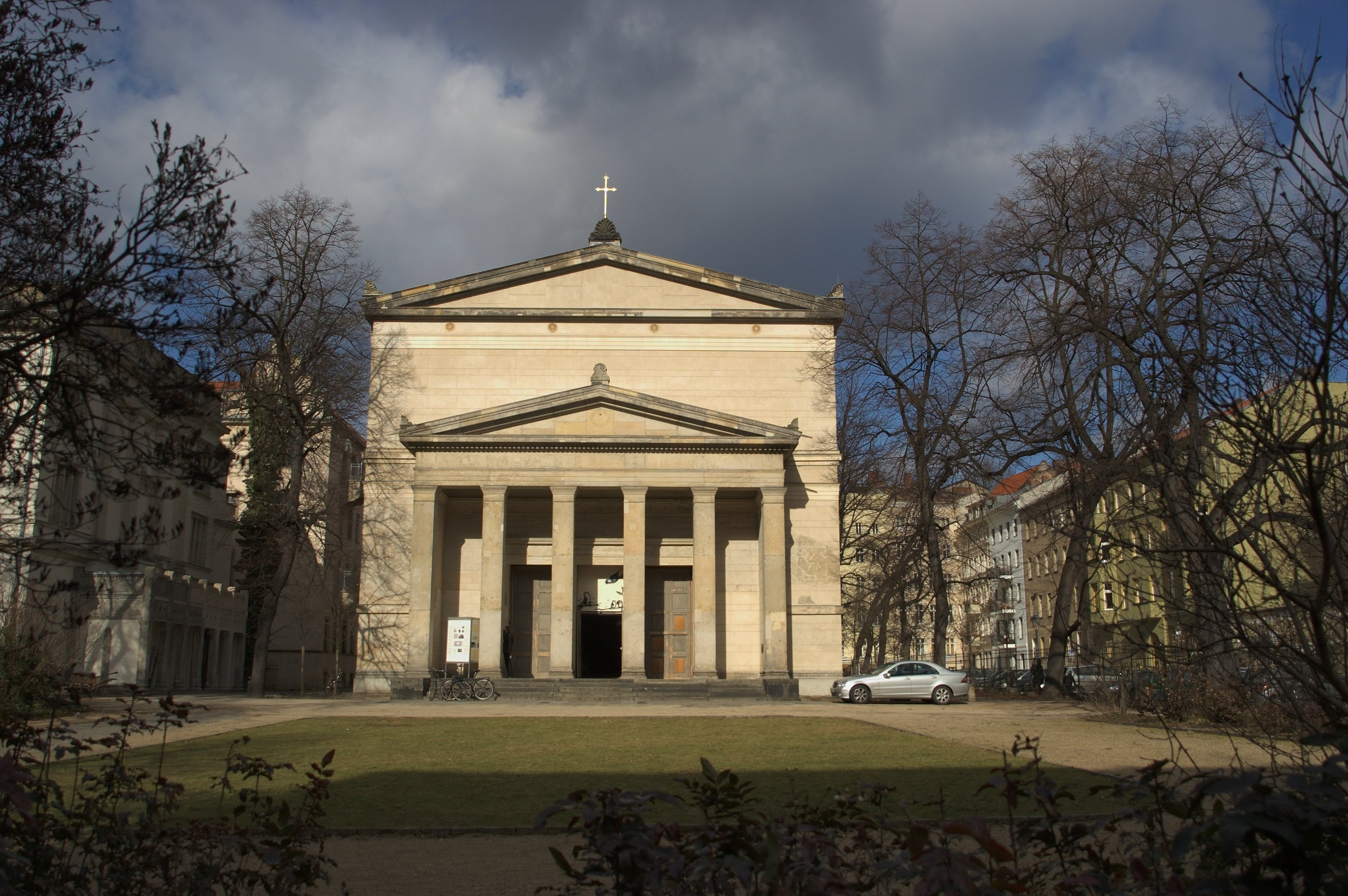
Zustand 2012

Sowohl am Kirchengebäude als auch im Inneren konnten nach der Wiedervereinigung Berlins Sanierungsmaßnahmen durchgeführt werden. Es ist nicht vorgesehen, den Bau wieder als Sakralraum zu verwenden, sondern die Sophiengemeinde organisiert zusammen mit der Kulturverwaltung des Senats eine vielfältige Nutzung wie Aufführungen Alter und Zeitgenössischer Musik, Theaterdarbietungen sowie Ausstellungen aktueller Kunst und vor allem auch experimentelle Projekte mit einer Kombination verschiedener Genres und Gestaltungsformen. Eine neue Kirchenorgel ist daher nicht eingeplant. Am 24. März 2009 hielt Bundespräsident Horst Köhler im noch unverputzten Inneren der Kirche seine vierte Berliner Rede.
Die Sanierungen umfassten auch den umgebenden Park und das benachbarte Pfarrhaus und wurden im Jahr 2001 beendet.

## Architektur
Der einschiffige, rechteckige Putzbau wurde im typischen antik-griechischen Stil Schinkels zweigeschossig auf einer Grundfläche von 28 Metern mal 18 Metern errichtet. Sechs dorische Pfeiler tragben den Portikus vor der zur Invalidenstraße weisenden Stirnseite; er zeigt in kapitaler Serifenschrift die Inschrift „Des Herrn Wort bleibet in Ewigkeit“ (1 Petr 1,25 ). Gesimse teilen die verputzte Außenwand in eine Sockel- und zwei Oberzonen. Die Seitenmauern sind durch zwei Reihen rechteckiger Fenster gegliedert, die Fensterkreuze aus Sandstein aufweisen. Der Chor besitzt eine eingezogene Apsis und wird von zwei halbrunden Anbauten (Sakristei und Taufkapelle), die erst 1860 hinzukamen, flankiert. Der breit angelegte Innenraum war ursprünglich mit einer zweigeschossigen hölzernen Empore zu drei Viertel umsäumt. Ebenso wie die Orgel und die hölzerne Kassettendecke wurde die Empore vollständig zerstört.
Obwohl kein sichtbarer Glockenturm vorhanden ist, erhielt die Kirche ein dreistimmiges Geläut aus Gussstahl-Glocken, die am Ende des 19. Jahrhunderts im Bochumer Verein gegossen wurden. Die Gemeinde zahlte für die Glocken samt Zubehör (Klöppel, Achsen, Lager und Läutehebel) 1814 Mark. Die Glocken mussten im Zweiten Weltkrieg nicht abgeliefert werden, da sie nicht aus Bronze gegossen waren.
| Glocke | Schlagton | Gewicht | Durchmesser | Höhe    |
| ------ | --------- | ------- | ----------- | ------- |
| 1      | as′       | 622 kg  | 1125 mm     | 1005 mm |
| 2      | h′        | 367 kg  | 0940 mm     | 0840 mm |
| 3      | d″        | 232 kg  | 0800 mm     | 0730 mm |